# Liste der Biografien/Kels
Liste der Biografien |
Portal Biografien |
Personensuche
# |
A |
B |
C |
D |
E |
F |
G |
H |
I |
J |
K |
L |
M |
N |
O |
P |
Q |
R |
S |
T |
U |
V |
W |
X |
Y |
Z |
?
 
Ka |
Kb |
Kc |
Kd |
Ke |
Kf |
Kg |
Kh |
Ki |
Kj |
Kl |
Km |
Kn |
Ko |
Kp |
Kr |
Ks |
Kt |
Ku |
Kv |
Kw |
Ky |
Kx |
Kz
 
Kea |
Keb |
Kec |
Ked |
Kee |
Kef |
Keg |
Keh |
Kei |
Kej |
Kek |
Kel |
Kem |
Ken |
Keo |
Kep |
Ker |
Kes |
Ket |
Keu |
Kev |
Kew |
Kex |
Key |
Kez
 
Kela |
Kelb |
Kelc |
Keld |
Kele |
Kelh |
Keli |
Kelk |
Kell |
Kelm |
Keln |
Kelo |
Kelp |
Kels |
Kelt |
Kelz
Die Liste der Biografien führt alle Personen auf, die in der deutschsprachigen Wikipedia einen Artikel haben. Dieses ist eine Teilliste mit 36 Einträgen von Personen, deren Namen mit den Buchstaben „Kels“ beginnt.

## Kels
- Kels, Franz (1828–1893), deutscher Porträt- und Genremaler der Düsseldorfer Schule
- Kels, Hans der Ältere, deutscher Bildschnitzer und Medailleur
- Kels, Hans der Jüngere, deutscher Bildschnitzer und Medailleur
- Kels, Veit, deutscher Bildschnitzer, Medailleur und Goldschmied

### Kelsa
- Kelsall, Keith (1910–1996), britischer Soziologe
- Kelsall, Moultrie (1901–1980), schottischer Fernsehproduzent und Schauspieler mit Charakterrollen in Theater, Film und Fernsehen
- Kelsang Gyatsho (1708–1757), siebter Dalai Lama
- Kelsang Thubten Wangchug (1856–1916), 4. Jamyang Shepa

### Kelsc
- Kelsch, Joachim (* 1954), deutscher Schauspieler
- Kelsch, Michael (1693–1742), deutscher Philosoph Mathematiker und Astronom
- Kelsch, Walter (* 1955), deutscher Fußballspieler

### Kelse
- Kelsen, Hans (1881–1973), österreichisch-US-amerikanischer RechtswissenschaftlerHans Kelsen (1881–1973)

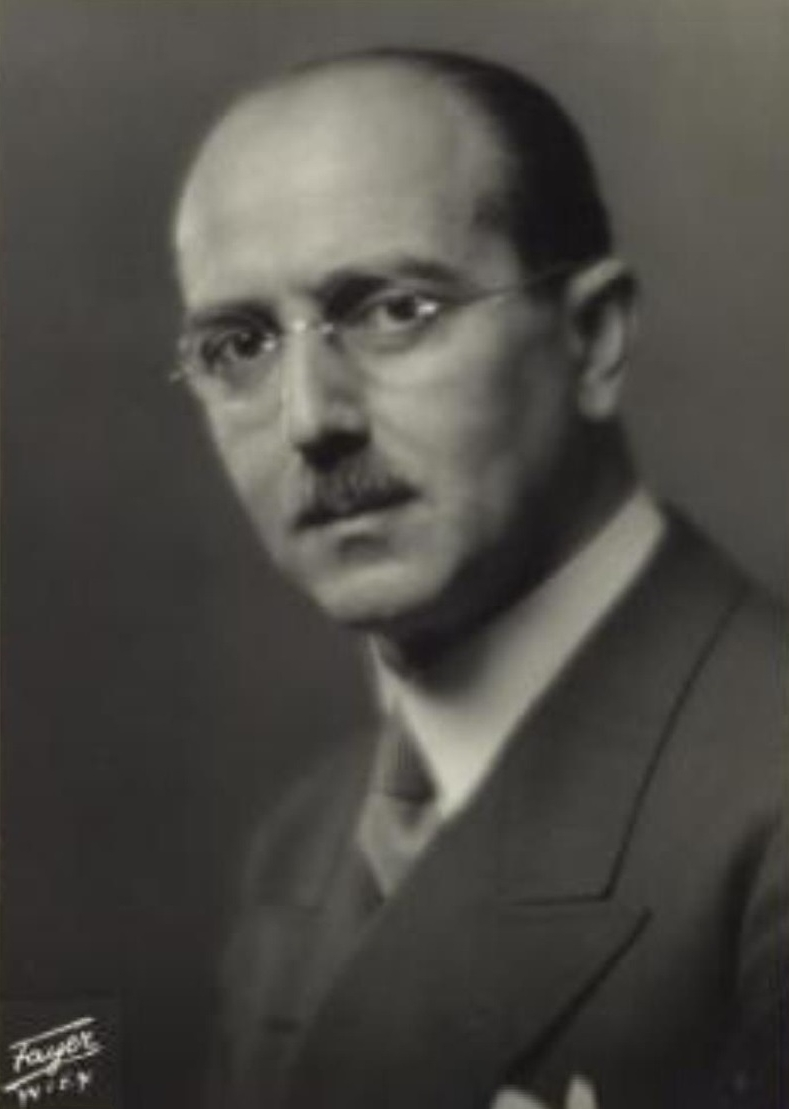
Hans Kelsen (1881–1973)

- Kelsey, Anita, britische Singer-Songwriterin
- Kelsey, Chris (* 1961), US-amerikanischer Jazzmusiker
- Kelsey, Frances Oldham (1914–2015), kanadisch-US-amerikanische Pharmakologin
- Kelsey, Francis W. (1858–1927), US-amerikanischer Klassischer Philologe und Archäologe
- Kelsey, Harlan (1872–1958), US-amerikanischer Landschaftsarchitekt und Stadtplaner
- Kelsey, Henry († 1724), englischer Pelzhändler, Seemann und Entdecker
- Kelsey, Jack (1929–1992), walisischer Fußballspieler
- Kelsey, James (1952–2007), US-amerikanischer Bischof der Episcopal Diocese of Northern Michigan
- Kelsey, Linda (* 1946), US-amerikanische Schauspielerin
- Kelsey, Otto (1852–1934), US-amerikanischer Jurist und Politiker
- Kelsey, Weston (* 1981), US-amerikanischer Degenfechter
- Kelsey, William H. (1812–1879), US-amerikanischer Jurist und Politiker

### Kelsi
- Kelsijew, Wassili Iwanowitsch (1835–1872), russischer Revolutionär, Pamphletist und Schriftsteller

### Kelso
- Kelso, Estelle Henderson (1911–1987), US-amerikanische Ornithologin und Botanikerin
- Kelso, Frank B. II. (1933–2013), US-amerikanischer Admiral der US Navy
- Kelso, Jackie (1922–2012), US-amerikanischer Musiker
- Kelso, James (1869–1900), schottischer Fußballspieler
- Kelso, Joel (* 2003), australischer Motorradrennfahrer
- Kelso, John R. (1831–1891), US-amerikanischer Politiker
- Kelso, Leon Hugh (1907–1982), US-amerikanischer Ornithologe und Botaniker
- Kelso, Louis O. (1913–1991), amerikanischer Nationalökonom
- Kelso, Phil (1871–1935), schottischer Fußballtrainer
- Kelsos, griechischer Philosoph (Platoniker)

### Kelsy
- Kelsy, Kevin (* 2004), venezolanischer Fußballspieler